# Нокт
Нокт — це іспанська літературна нагорода, яку присуджує Nocte (Іспанська асоціація письменників жахів) тим книжкам, які варті згадки, опублікованим в Іспанії в минулому році, а також тим ініціативам і кар'єрам, які тоді й зараз є гідністю літератури жахів.

## Переможці

### 2011
- Найкраще іспанське оповідання: «El hombre revenido» Еміліо Буесо.
- Найкращий іспанський роман: Y pese a todo… Хуанде Гардуньо.
- Найкращий іноземний роман: El circo de la familia Pilo Вілла Елліотта.
- Почесна відзнака: Пабло Мазо, Антоніо Ромар і Сальто де Пагіна за проект Aquelarre.

### 2010
- Найкраще іспанське оповідання: «El laberinto de la araña» Хосе Мігеля Вілар-Боу.
- Найкращий іспанський роман: «Fin» Девіда Монтеагудо.
- Найкраще іноземне оповідання: «La foto de la clase de este año» Дена Сіммонса.
- Найкращий іноземний роман: Una oración por los que mueren Стюарта О'Нана.

### 2009
- Найкраще іспанське оповідання: «Lluvia sangrienta» Роберто Мало.
- Найкраще іноземне оповідання: «El mejor cuento de terror» Джо Гілла.
- Найкращий іспанський роман: Rojo alma, negro sombra Ісмаеля Мартінеса Б'юрруна.
- Найкращий іноземний роман: Déjame entrar Джона Айвіда Ліндквіста.
- Почесна відзнака: Франсіско Торрес Олівер, за перекладацьку кар'єру.